# Digitale Katastralmappe
Die Digitale Katastralmappe (DKM) ist in Österreich die Darstellung aller Grundstücke in digitaler Form. Sie liegt praktisch flächendeckend in ganz Österreich vor und ersetzt damit die analoge Katastralmappe.
Die DKM dokumentiert indirekt (in Verbindung mit dem Grundbuch) Eigentumsverhältnisse an Grund und Boden und beinhaltet Grundstücksgrenzen, Grundstücksnummern, Nutzungsarten (Baufläche, Wald, Wiese, Acker etc.), Gebäude, Grenzpunkte, sowie amtliche Vermessungspunkte.
Als Bestandteil der Grundstücksdatenbank kann jedermann über das Internet auf die Daten zugreifen.

## Genauigkeit (Qualität) der Digitalen Katastralmappe (DKM)
Grundsätzlich entspricht die Genauigkeit der DKM jener der analogen Katastralmappe.
Ein grober Fehler wäre es daher, aus der maßstabsfreien Darstellungsmöglichkeit der DKM deren Qualität abzuleiten.
Es existieren folgende Genauigkeitsstufen:
- In Bereichen ohne Folgevermessungen entspricht die Qualität jener der Erstaufnahme.
- In Bereichen mit Folgevermessungen entspricht sie jener der jeweils zugrundeliegenden Pläne und Skizzen. (Diese liegen in der Urkundensammlung des entsprechenden Vermessungsamts zur Einsicht auf). Als Hinweis auf Folgevermessungen dienen bei Grenzpunkten angeschriebene Grenzpunktnummern.
- Im Bereich von Grenzkatastergrundstücken (die entsprechenden Grundstücksnummern sind mit drei kurzen Strichen unterstrichen) liegt die Genauigkeit innerhalb der in der jeweiligen Vermessungsverordnung geforderten mittleren Punktlagegenauigkeit der Grenzpunkte. Diese reicht von 25 cm (1969) bis 5 cm (2016)